# Het geheime dagboek van Adriaan Mole, 13 3/4 jaar
Het geheime dagboek van Adriaan Mole, 13¾ jaar (originele titel: The Secret Diary of Adrian Mole, Aged 13 and ¾) is een in 1982 verschenen boek van de Britse schrijfster Sue Townsend. Het is het eerste deel uit de Adrian Mole-reeks, waarin de hoofdpersoon Adrian steeds zijn dagelijkse zorgen beschrijft, in dit eerste deel nog als puber.
Het verhaal is geschreven in de vorm van een dagboek dat dagelijks wordt bijgehouden door de hoofdpersoon. Als gevolg van deze verteltechniek worden alle gebeurtenissen dus uitsluitend beschreven vanuit Adrian Moles eigen perspectief. De dagboeknotities lopen van 1 januari 1981 tot en met 3 april 1982.
Het verhaal kenmerkt zich door de aanwezigheid van een onbetrouwbare verteller: de naïeve manier waarop Adrian bepaalde zaken aanschouwt terwijl hij zichzelf juist als een intellectueel ziet. Op de achtergrond speelt sterk de maatschappelijke en economische problematiek in het Verenigd Koninkrijk tijdens de jaren '80 onder Margaret Thatcher, de toenmalige eerste minister. Ook namen van andere Britse politici komen langs, zoals de destijds nog vrij onbekende Tony Blair, die van 1997 tot 2007 de Britse premier was. In het verhaal wordt ook verslag gedaan van het huwelijk tussen prins Charles en Lady Diana Spencer, dat op 29 juli 1981 plaatsvond.

## Het verhaal
Adrian wordt verliefd op een nieuw meisje in zijn klas, Pandora Braithwaite. Aanvankelijk ziet ze hem niet staan en krijgt ze achtereenvolgens een relatie met twee van Adrians beste vrienden, Nigel Hetherington en Craig Thomas. Omdat Pandora politiek links is, wordt Adrian dat ook. Dit versterkt weer zijn aversie tegenover het schoolhoofd Scruton, die een verstokt aanhanger van Thatcher is. Als Adrian per ongeluk niet bij zijn schooluniform passende rode sokken aantrekt naar school (ze hadden zwart moeten zijn) vat Pandora dit als protestgebaar op en ze ziet hem nu wel staan. Beiden worden door Scruton geschorst als ze beiden uit protest opnieuw met rode sokken aan op school komen. Pandora lijkt in haar politieke voorkeur erg door haar vader Ivan te zijn beïnvloed, maar de Braithwaite's zijn vooral salonsocialisten daar ze in een groot huis in een goede buurt wonen en Pandora een eigen paardje heeft.
Adrian wordt intussen gepest door een van zijn klasgenoten, Barry Kent, die iedere dag 50 pence van hem eist. Adrian neemt een baan als krantenbezorger om dit te kunnen ophoesten. Via zijn krantenwijk komt hij achter het adres van Pandora. Als Adrians oma later al het chantagegeld succesvol terugeist, lijdt Barry gevoelig gezichtsverlies.
Via zijn werk als vrijwilliger in de thuiszorg leert Adrian de hoogbejaarde Bert Baxter kennen, diens eveneens bejaarde vriendin Queenie, en Bert Baxters Duitse herder Sabre. Later trouwen Bert en Queenie.
Adrian probeert af en toe gedichten te schrijven, bijvoorbeeld over zijn liefdesleven, die hij dan opstuurt naar de BBC. Er komen echter nauwelijks reacties. Verder maakt hij zich grote zorgen over zijn jeugdpuistjes.
Adrians moeder, Pauline Mole, begint een affaire met buurman Lucas. Eind maart verlaat ze haar gezin en gaat samen met Lucas in Sheffield wonen. George Mole, Adrians vader, begint hierop een relatie met zijn collega Doreen Slater. Adrian heeft het niet op Maxwell, het zoontje van Doreen Slater voor wie Adrians vader moet zorgen.
George Mole raakt in juni zijn baan kwijt, waarna Adrians oma geld aan hem moet lenen om de elektriciteitsrekening te betalen. Oma helpt graag en is blij dat Pauline weg is, die ze 'onkuis' noemt.
Adrian gaat samen met zijn moeder en Lucas met vakantie naar Schotland, ondanks het feit dat hij Lucas niet meer kan uitstaan sinds zijn moeder bij deze man is ingetrokken. Hier leert hij Hamish Mancini kennen, een Amerikaanse jongen van Adrians leeftijd. Ze blijven in de tijd erna met elkaar schrijven.
In oktober worden Adrians amandelen geknipt en hij gedraagt zich daarbij kleinzerig. De medische staf bonjourt Adrian uiteindelijk het ziekenhuis uit.
Eind november komt Adrians moeder weer thuis, zij heeft het gehad met Lucas die haar als een seksobject zou behandelen. Door de terugkomst van Pauline Mole wordt al snel duidelijk dat Adrian maandenlang de telefoonrekening heeft verborgen, die zeer hoog was doordat Adrian meermaals met Pandora in Tunesië heeft gebeld toen zij daar op vakantie was. Adrian moet voor straf van zijn eigen spaargeld de rekening betalen. George krijgt uiteindelijk een gesubsidieerde baan als kanaalopzichter.
Het boek eindigt wanneer Adrian 15 wordt en de Falklandoorlog uitbreekt. Als Adrian experimenteert met lijmsnuiven, lijmt hij per ongeluk zijn neus aan een modelvliegtuigje vast.